# Terry Jacks
Terry Jacks (29 mars 1944 à Winnipeg, Canada) est un chanteur, compositeur, producteur de musique et environnementaliste canadien. Il est principalement connu pour son succès musical de 1974, Seasons in the Sun, adaptation d'une chanson de Jacques Brel : Le Moribond.

## Biographie
Terry Jacks est né et a grandi à Winnipeg, au Manitoba. Sa famille a déménagé à Vancouver au début des années 1960. Jacks a commencé la guitare à l'adolescence et à 18 ans, il a formé un groupe appelé The Chessmen avec le guitariste Guy Sobell. Le groupe a eu quatre succès parmi les dix premiers à Vancouver entre 1964 et 1966.
Jacks and the Chessmen s'est produit en direct un vendredi soir de septembre 1965 pour un événement "Back to School" au grand magasin T.Eaton Co. (Eaton's), aujourd'hui disparu, dans son magasin Brentwood Mall à North Burnaby, une municipalité près de Vancouver .
Les élèves de Burnaby South Senior High School qui ont suivi la musique ont écouté CFUN 1410 AM, qui a annoncé sa "Request Line". Sceptiques quant à savoir si CFUN écoutait vraiment les demandes, ils ont commencé à téléphoner à la ligne de demande et ont demandé la face B du hit actuel des Chessmen. À leur grand étonnement, CFUN a commencé à le jouer et a transformé le disque en un succès à double face.
Après The Chessmen, Terry et Susan Pesklevits (Susan Jacks), qu'il épousa plus tard, formèrent The Poppy Family avec Craig McCaw et Satwant Singh. Ils ont eu plusieurs succès au Canada et à l'étranger, leur plus grand étant "Which Way You Goin' Billy?", qui est allé au #1 au Canada et au #2 sur les palmarès Billboard aux États-Unis. La chanson a été écrite et produite par Terry Jacks, gagnant lui une feuille d'or (Juno) en 1970 pour sa production. La famille Poppy s'est produite au Stampede de Lethbridge, en Alberta, à l'été 1971.

### Seasons in the Sun
La chanson Seasons in the Sun était à l'origine destinée aux Beach Boys, avec Terry Jacks servant de producteur pour l'enregistrement. Cependant, après que le groupe eut décidé de ne pas le sortir, Jacks l'enregistra lui-même à la fin de 1973 sur son propre label, Goldfish Records. Il est devenu le single international le plus vendu d'un artiste canadien à l'époque, se vendant finalement à 14 millions d'exemplaires dans le monde. Il a valu à Terry Jacks deux prix Juno et est devenu l'un des singles canadiens les plus vendus de tous les temps.
La chanson était basée sur la réécriture de "Le moribond" par Rod McKuen en 1965, à l'origine de Jacques Brel en 1962. Pour sa version, Terry Jacks a apporté quelques modifications aux paroles, qui, combinées à celles de McKuen, ont abouti à une œuvre qui porte peu de ressemblance avec l'original de Brel dans le ton, le fond ou la poésie. En Allemagne, au Royaume-Uni et aux États-Unis, la réécriture de la chanson est sortie sur Bell Records, et elle est passée à la première place des charts. Au Canada, il est sorti sur le propre label de Jacks, Goldfish Records, et distribué par London Records Canada. 
Jacks a ensuite sorti "If You Go Away" (une autre adaptation de McKuen d'une chanson de Jacques Brel, intitulée "Ne Me Quitte Pas"), qui a atteint la 8e place au Royaume-Uni et la 24e en Allemagne, et une reprise de "Rock N' Roll (I Gave You the Best Years of My Life)" de Kevin Johnson., qui ont tous deux eu plus de succès au Canada, mais qui ont également fait partie du palmarès Billboard Hot 100 aux États-Unis. Il a écrit et enregistré un certain nombre d'autres chansons, et a continué à produire de nombreux artistes, dont "Crazy Talk" et "There's Something I Like About That" pour Chilliwack, de leur album Riding High. Neil Diamond a aussi repris la chanson If You Go Away sur son album Stones en 1971 avec des orchestrations majestueuses.
Jacks a produit deux chansons pour Nana Mouskouri : "Scarborough Fair" et "Loving Arms" en 1976. et la version originale de Valdy de "Rock and Roll Song" (n/b parfois "Sunday Morning"). Le disque devait sortir sur London Records mais a été réenregistré à Los Angeles avec un autre producteur lorsque Valdy a signé un contrat d'enregistrement. Il a également passé beaucoup de temps avec Buddy Knox dans les années 1970 et a produit pour lui un single avec deux chansons : "Me and You" (écrit par Jacks) et la chanson de George Jones "White Lightnin'" ; le single reste inédit. Jacks a également produit un certain nombre d'autres artistes dans les années 1980 et 1990, dont DOA, qui a enregistré une version punk rock de "Where Evil Grows".

### Années 2010
En 2011, l'ami de Jacks, Al Jardine, a sorti une nouvelle version de "Don't Fight the Sea", enregistrée avec les membres des Beach Boys Mike Love, Brian Wilson, Bruce Johnston et le regretté Carl Wilson, qui a chanté une partie de la chanson. Un vinyle blanc en édition limitée a été fabriqué et vendu au profit des victimes du tsunami japonais.
Jacks a sorti Starfish on the Beach en 2015, une compilation double CD contenant 40 des morceaux préférés de Jacks des 40 dernières années, et présente certains de ses enregistrements des années 1970 et 1980. Le paquet contient un livret de 32 pages avec des photographies et des souvenirs de Jacks sur sa carrière musicale.

### Film
Jacks a travaillé dans le cinéma documentaire et la vidéo, produisant plusieurs courts métrages sur des thèmes environnementaux, notamment The Faceless Ones, The Tragedy of Clearcutting, The Southern Chilcotin Mountains et The Warmth of Love (The Four Seasons of Sophie Thomas) avec le directeur de la photographie Ian Hinkle. La production vidéo The Faceless Ones a remporté un Environmental Gold Award du New York International Independent Film and Video Festival.
Seasons in the Sun (1986) est un film sur les complications créées par l'arrivée d'un scientifique en défection et d'un agent de la CIA s'immisçant dans la retraite d'un chanteur de musique pop en phase terminale.

### Vie privée
À la fin des années 1970, Jacks se retire progressivement du monde de la musique. Lui et Susan ont divorcé en 1973. En 1985, il devient père d'une fille. Dans les années 1980, il s'est impliqué dans le mouvement environnemental, se concentrant sur les problèmes de pollution des usines de pâtes au Canada. Son travail environnemental lui a valu plusieurs prix, dont un de l'Association canadienne des Nations unies et du Western Canada Wilderness Committee. Il a reçu un prix pour l'ensemble de ses réalisations en 1997 pour son travail, ainsi que le prix environnemental Eugene Rogers.
Terry Jacks est récipiendaire d'un prix Juno.

## Discographie

### Studio albums
- Seasons in the Sun (Bell Records) (1974)
- Y' Don't Fight the Sea (Goldfish Records) (1975)
- Pulse (A&M Records) (1983)
- Just Like That (Attic Records) (1987)

### Compilation albums
- Into the Past...Terry Jacks Greatest Hits (A&M Records) (1982)
- Singles A's and B's (Goldfish Records) (2004)
- Starfish on the Beach (Regenerator Records) (2015)

### Extended play
- Epocas De Sol (Bell Records) (1974)

### Singles
- 1970	I'm Gonna Capture You
- 1971	Someone Must Have Jumped
- 1972	Concrete Sea
- 1973  I'm Gonna Love You Too
- 1974  Seasons in the Sun
- 1974  If You Go Away
- 1975  Rock 'N' Roll (I Gave You the Best Years of My Life)
- 1975  Christina
- 1975  Holly
- 1976  Y' Don't Fight the Sea
- 1976  In My Father's Footsteps
- 1977  Hey Country Girl
- 1981  Greenback Dollar
- 1983  You Fool Me
- 1985  Tough Guys Don't Dance
- 1987  Just Like That